# 2017年2月逝世人物列表
2017年逝世人物列表：1月 - 2月 - 3月 - 4月 - 5月 - 6月 - 7月 - 8月 - 9月 - 10月 - 11月 - 12月
2017年2月逝世人物列表，是用于汇总2017年2月期间逝世人物的列表。

## 依日期排序

### 28日
- 叶谦吉，108岁，中国农业生态学家，西南农业大学教授。[1]
- 彼得·馬修斯（英语：Peter Mathews (politician)），65歲，愛爾蘭政治人物，前愛爾蘭下議院議員（英语：Teachta Dála），死於食道癌。[2][3]
- 弗拉基米爾·彼得羅夫（英语：Vladimir Petrov (ice hockey)），69歲，俄羅斯冰球運動員，前奧運冠軍和銀牌得主。[4]
- 尤里·阿布拉莫维奇（俄語：Юрий Абрамович），81岁，苏联试飞员，俄罗斯联邦英雄。[5]

### 27日
- 罗洪，108岁，上海女作家。[6]
- 郑成竹，58岁，中国外科学者，微创外科事业先驱。[7]
- 茲夫耶茲丹·茨維特科維奇（英语：Zvjezdan Cvetković），56歲，克羅地亞足球運動員和經理人。[8]
- 亞歷克斯·揚（英语：Alex Young (footballer, born 1937)），80歲，蘇格蘭足球運動員（哈茨、埃弗顿、蘇格蘭代表隊）。[9]

### 26日
- 卡塔琳·貝雷（英语：Katalin Berek），86歲，匈牙利女演員。[10]
- 傑拉德·考夫曼爵士（英语：Gerald Kaufman），86歲，英國工黨政治家，英國國會下議院議員（1970年－2017年）、下院之父（英语：Father of the House）（2015年－2017年）。[11]
- 路德維希·法捷耶夫（俄語：Людвиг Фаддеев），82歲，前苏联、俄國理論物理學家和數學家。[12]
- 雷·斯托克斯（英语：Ray Stokes），92歲，澳洲澳式足球運動員。[13]
- 谢喜文，75岁，中国表演艺术家，辽宁师范大学影视艺术学院特聘教授。[14]

### 25日
- 哈桑·駿迪（英语：Hassan Al-Jundi），78歲，摩洛哥作家、劇作家和演員。[15]
- 尼爾·芬格爾頓（英语：Neil Fingleton），36岁，英國籃球運動員及男演員（《權力遊戲》）。[16]
- 张运勇，54岁，中国证券业人物，东莞证券股份有限公司董事长。[17]
- 史业宽，61岁，中国公益活动家，汶川抗震志愿者。[18]
- 比尔·帕克斯顿（英語：Bill Paxton），61岁，美国导演和演员，死于手术并发症。[19]
- 傑克·波普（英语：Jack Pope），103歲，美國法官、律師及作家，前德克薩斯州最高法院首席法官（英语：List of justices of the Texas Supreme Court）。[20]

### 24日
- 谢学锦，94歲，中國科學院院士，應用地球化学家。[21]
- 李震中，100岁，中国男子篮球运动员。[22]
- 任航，29歲，中國攝影師、詩人，跳樓自殺。[23][24]
- 朴德南（朝鲜语：박덕남），96歲，韓國左派活動家。[25]
- 羅納德·T·哈弗森（英语：Ronald T. Halverson），80歲，美國宗教領袖（後期聖徒）和政治人物。[26]
- 古斯塔夫·盧特凱維奇（英语：Gustaw Lutkiewicz），92歲，波蘭演員。[27]
- 弗拉基米尔·皮亚洛夫（俄語：Владимир Пялов），82岁，苏联武器设计师，亚森级核动力攻击潜艇总设计师。[28]

### 23日
- 胡家驊，55歲，香港商人，律師胡寶星爵士之次子，前藝人吳婉芳丈夫。[29]
- 艾倫·考姆斯（英语：Alan Colmes），66歲，美國美國政治評論家（福斯新聞頻道）。[30]
- 扎比娜·奧伯豪澤爾（德語：Sabine Oberhauser），66歲，奧地利醫生與政治人物，前衛生及婦女部部長（德语：Bundesministerium für Gesundheit und Frauen）和國民議會議員，死於癌症。[31]
- 勳爵，87歲，英國保守黨政治家、下議院議員（1968年－1974年、1979年－1990年）、內政大臣（1989年－1990年）、掌璽大臣兼上議院領袖（1990年－1992年）、百慕達總督（英语：Governor of Bermuda）（1992年－1997年）。[32]
- 吉德炜（英語：David Keightley），84岁，美国汉学家，历史学家。[33]

### 22日
- 何耕新，86岁，中国新闻工作者，中国新闻社原副总编辑。[34]
- 华玉杰，74岁，中国人民解放军人物，珍宝岛十大战斗英雄之一。[35]
- 里卡多·多明格斯（英语：Ricardo Dominguez），31歲，墨西哥次中量級拳擊手，死於結腸癌。[36]
- 恩尼·法里歐馬維加（英语：Eni Faleomavaega），73歲，美屬薩摩亞政治人物，前美國眾議院美屬薩摩亞單一國會選區（英语：American Samoa's at-large congressional district）列席代表及美属萨摩亚副总督（英语：Lieutenant Governor of American Samoa）。[37]
- 斯蒂芬·羅德斯（英语：Stephen Rhodes），73歲，愛爾蘭電台主持人，死於運動神經元疾病。[38]
- 朴泰男（朝鲜语：박태남），57歲，韓國播音員。[39]

### 21日
- 王聖文，52歲，台灣新北市政府地政局副局長，跳樓自殺身亡。[40][41]
- 肯尼斯·阿羅（英語：Kenneth Arrow），95歲，美國經濟學家，1972年諾貝爾經濟學獎得主，獲獎時51歲，是目前為止最年輕的諾貝爾經濟學獎獲得者。[42]
- 珍妮·馬丁·西塞（英语：Jeanne Martin Cissé），91歲，幾內亞教師和政治人物。[43]
- 歐伊·荷路比（英语：Joy Hruby），89歲，澳洲女演員和電視節目主持人。[44]

### 20日
- 冯之浚，80岁，中国政治人物，民盟中央原专职副主席。[45]
- 布倫達·布特內爾（英语：Brenda Buttner），55歲，美國新聞記者，死於癌症。[46]
- 維塔利·丘爾金（俄語：Виталий Иванович Чуркин），64歲，俄羅斯常駐聯合國代表，死於心脏病。[47][48]
- 利奧·墨菲（英语：Leo Murphy (Gaelic footballer)），78歲，北愛爾蘭蓋爾式足球運動員。[49]
- 黄飞立，100岁，中国指挥家，中央音乐学院管弦系原系主任。[50]
- 米尔德里德·德雷斯尔豪斯（英語：Mildred Dresselhaus），86岁，美國奈米科學家、麻省理工學院物理及電氣工程學教授。[51]

### 19日
- 羅傑·海德（英语：Roger Hynd），75歲，蘇格蘭足球運動員（流浪者、伯明翰）及經理人（马瑟韦尔）。[52]
- 金志映（韓語：김지영），78歲，韓國女演員。[53]
- 約根·基爾（英语：Jørgen Kieler），97歲，丹麥醫生和二戰抵抗成員（英语：Holger Danske (resistance group)）。[54]
- 約翰·S·沃爾德（英語：John S. Wold），100歲，美國政治人物，前美國眾議院懷俄明州單一國會選區代表議員。[55]
- 朴松熙（朝鲜语：박송희），90歲，韓國音樂家。[56]
- 曾一智，62岁，中华人民共和国文物保护活动家。[57]
- 林京子（日語：林 京子），86歲，日本女性作家，曾經歷長崎原爆。[58]

### 18日
- 奧瑪·阿布圖-拉曼（英语：Omar Abdel-Rahman），78岁，伊斯蘭教士，策劃1993年美國世界貿易中心爆炸案主嫌，於美國北卡羅萊納州的監獄病逝。[59]
- 厄蘭科·普斯（英语：Erland Kops），80歲，丹麥羽毛球運動員，歐洲羽毛球錦標賽銀牌得主（1970年）。[60]
- 湯姆·拉森（英語：Tom Larson），69歲，美國政治人物，前威斯康星州眾議院（英语：Wisconsin State Assembly）議員，死於肺癌。[61]
- 米高·奧吉奧爵士（英语：Michael Ogio），74歲，巴布亚新几内亚总督（2010年－2017年）。[62]
- 克萊德·斯塔布菲爾德（英语：Clyde Stubblefield），73歲，美國鼓手，死於腎功能衰竭。[63]
- 伊凡·科洛夫，74歲，加拿大職業摔角選手，死於肝癌。[64]
- 諾瑪·麥考維（英語：Norma McCorvey），69歲，曾於1973年以化名控告州政府而勝訴，為促成美國「墮胎合法化」成員之一。[65]
- 胡昌奇，76岁，中国药学家，原上海医科大学药学院院长。[66]
- 李家治，97岁，中国古陶瓷与特种玻璃材料科学家，世界陶瓷科学院院士。[67]

### 17日
- 梁曦云，75岁，中国质谱领域专家，原香港质谱学会理事长。[68]
- 苏锵，85岁，中国无机化学家，中国科学院院士。[69]
- 卿希泰，89岁，中国道教学研究的重要开拓者。[70]
- 范瑞娟，93岁，中国越剧表演艺术家。[71]
- 王伟，97岁，中国政治人物，原国家计划生育委员会主任。[72]
- 羅伯特·H·米歇爾（英语：Robert H. Michel），93歲，美國政治人物，前美國眾議院伊利諾州第十八國會選區（英语：Illinois's 18th congressional district）代表議員，死於肺炎。[73]
- 韋達·普拉卡什·夏爾馬（英语：Ved Prakash Sharma），61歲，印度作家，死於肺癌。[74]

### 16日
- 徐勍，81岁，中国评书表演艺术家。[75]
- 汪笨湖（本名王瑞振），63歲，台灣媒體人、作家、政論節目名嘴，骨髓化生不良症候群。[76]
- 迪克·布魯納（荷蘭語：Dick Bruna），89歲，荷蘭作家、藝術家，米飛兔的創作者。[77]
- 米歇爾·麥克邱吉（英語：Michèle McQuigg），69歲，美國政治人物，前弗吉尼亚州众议院議員。[78]
- 季米特里斯·邁塔納斯（英语：Dimitris Mytaras），83歲，希臘畫家。[79]
- 杜克·華盛頓（英语：Duke Washington），83歲，美國美式足球運動員（费城老鹰），死於肺炎。[80]

### 15日
- 魏权龄，77岁，中国运筹学家，中国人民大学经济学院教授。[81]
- 曼弗雷德·凱澤（英语：Manfred Kaiser），88歲，德國足球運動員及經理人。[82]
- 瑪格麗塔·謝林（瑞典語：Margareta Kjellin），68歲，瑞典政治人物，前瑞典議會議員，死於肺癌。[83]
- 羅蘭·懷斯曼（英语：Loren Wiseman），65歲，美國遊戲設計師。[84]

### 14日
- 高逢五，98岁，山东省人大常委会原副主任。[85]
- 阿德里安·迪維拉爾（英语：Adrien Duvillard (alpine skier born 1934)），82歲，法國滑雪運動員。[86]
- 約瑟夫·尼爾（英語：Joseph Neal），66歲，美國政治人物，前南卡羅來納州眾議院（英语：South Carolina House of Representatives）議員。[87]
- 漢斯·崔斯，88歲，愛沙尼亞植物學家。[88]

### 13日
- 盛治华，100岁，中华人民共和国开国少将。[89]
- 里卡多·阿里亞斯·卡爾德龍（英语：Ricardo Arias Calderón），83歲，巴拿馬政治人物，前副總統（英语：Vice President of Panama）。[90]
- 達雷爾·K·史密斯（英語：Darrell K. Smith），55歲，美國美式足球運動員。[91]
- 鈴木清順（日語：鈴木 清順），93岁，日本導演、演員，日本新浪潮的代表人物。[92]
- 金正男（韓語：김정남)，45歲，朝鲜政治人物，已故朝鲜劳动党总书记金正日的长子，金正恩同父异母的长兄，被暗殺。[93][94]
- 谭泉海，78岁，中国陶刻美术家，工艺美术大师。[95]

### 12日
- 阿爾芒·布林克豪斯（英语：Armand Brinkhaus），81歲，美國政治人物，前路易斯安那州参议院議員。[96]
- 艾爾·賈諾（英語：Alwin Jarreau），76岁，美國歌手。[97]
- 克林特·羅伯茨（英語：Clint Roberts），82歲，美國政治人物，前美國眾議院南達科他州第二國會選區（英语：South Dakota's 2nd congressional district）代表議員，死於慢性阻塞性肺病。[98]
- 任新民，101岁，中国航天技术和火箭发动机专家，中国导弹与航天事业开创人之一。[99]

### 11日
- 梁明德，82岁，中华人民共和国政治人物，贵州省人大常委会原副主任。[100]
- 孟广臣，85岁，中国小说家，北京市延庆区作家协会名誉主席。[101]
- 李成瑞，95岁，中华人民共和国统计学家、经济学家、国家统计局原局长。[102]
- 谷口治郎（日語：谷口 ジロー），69歲，日本漫畫家，知名作品《孤獨的美食家》。[103]
- 覃楨，34歲，中國大陸歌手。[104]
- 克努特·克萊沃（英语：Knut Kleve），90歲，挪威語言學家。[105]
- 瓦西里·庫季諾夫（俄語：Василий Кудинов），47歲，俄羅斯手球運動員，奧運冠軍得主。[106]

### 10日
- 黄刚，98岁，抗战老兵、央视纪录片《老兵回家》主人公。[107]
- 廖鼎琳，103岁，中华人民共和国开国少将。[108]
- 王林，65岁，中国大陆气功师，涉嫌谋杀、诈骗等犯罪，因ANCA相关性血管炎、自體免疫性周围神经炎导致多器官功能衰竭。[109]
- 原田治（日语：原田治），70歲，日本插畫家、卡樂比洋芋片吉祥物的設計者。[110]
- 阿爾伯特·博斯科夫（英语：Albert Boscov），87歲，美國商人，死於胰腺癌。[111]
- 麥克·伊利奇（英语：Mike Ilitch），87歲，MLB老虎隊老闆。[112]
- ，94歲，美國陸軍退役中將，最出名的一次作戰為越戰擔任美國陸軍第7騎兵團第1營中校營長時指揮的德浪河谷戰役。[113]
- 山中毅（日語：山中 毅），78歲，日本游泳運動員，前奧運銀牌得主（1956年、1960年），死於肺炎。[114]

### 9日
- 董万瑞，75岁，中国人民解放军中将，原南京军区副司令员。[115]
- 王召棠，91岁，中国法律史学者，华东政法大学教授。[116]
- 沈敏康，91岁，中国政治人物，中共上海市委办公厅原主任、市人大常委会原秘书长。[117]
- 塞爾·巴蓋特（英语：Serge Baguet），47歲，比利時單車選手，死於結腸癌。[118]
- 陳燊齡，92歲，中華民國（台灣）空軍一級上將，曾任空軍總司令、國防部參謀總長。[119]
- 阿瑟·蓋爾布（英语：Arthur Gelb），91歲，美國作家和記者。[120]
- 佐藤晓（日語：佐藤 さとる），88岁，日本儿童文学作家。[121]

### 8日
- 土屋嘉男（日語：土屋 嘉男），89歲，日本演員[122]
- 森新一，100岁，中日友好活动家，中国人民大学日籍老专家。[123]
- 傅世春，101岁，中国政治人物，青海省政协原副主席、九三学社青海省委首届主委。[124]
- 彼得·曼斯菲爾德爵士（英語：Sir Peter Mansfield），83歲，英國物理學家，2003年諾貝爾生理學或醫學獎得主。[125]
- 理查德·杜福爾（英语：Richard DuFour），69歲，美國教育研究員，死於癌症。[126]
- 松野莉奈（日語：松野 莉奈），18歲，日本女歌手、偶像團體「私立惠比壽中學」成員，死於致命性心律不整。[127]
- 馬哈茂德·繆斯·靴斯（英语：Mohamud Muse Hersi），79歲，索马里政治人物，前邦特蘭總統（英语：List of Presidents of Puntland）。[128]

### 7日
- 李良仁，61歲，台灣藝術家。[129]
- 斯文·阿斯穆森（英语：Svend Asmussen），100歲，丹麥爵士小提琴家。[130]
- 帕特·比爾德（英語：Pat Beard），69歲，美國政治人物，前明尼蘇達州眾議院議員。[131]
- 黃慕蘭，109歲，中國特工，電影《風聲》顧曉夢角色原型。[132]
- 柯基良，70歲，中華民國（台灣）官員，曾任國立傳統藝術中心主任等職。[133]
- 夏传才，94岁，中国古典文学研究学者，河北师范大学教授。[134]
- 安東寧·普里達爾（英语：Antonín Přidal），81歲，捷克作家和翻譯家。[135]
- 漢斯·羅斯林（瑞典語：Hans Rosling），68歲，瑞典卡羅琳學院國際衛生學教授，以數據視覺化呈現而聞名。[136]
- 清水信（日語：清水 信），96岁，日本文学评论家。[137]

### 6日
- 魯芬（本名張偉芬），62歲，香港喜劇女演員，死於因皮肌炎導致肺部衰竭。[138][139]
- 高鳴（本名劉明哲），83歲，臺灣閩南語演員，因病上吊自殺。[140]
- 陳鑑泉，91歲，香港工會領袖，立法局非官守委任議員（1980年－1988年）。[141]
- 大衛·卡爾弗（英语：David Culver），92歲，加拿大商人。[142]
- 斯坦·瓊斯（英語：Stan Jones），67歲，美國政治人物，前印第安纳州众议院議員。[143]
- 金吉浩（朝鲜语：김길호），81歲，韓國男演員。[144]
- 于同隐，99岁，中国有机化学家，高分子科学家和化学教育家，复旦大学教授。[145]

### 5日
- 拉希拉·雷亞密（英语：Rahila Al Riyami），年齡不詳，阿曼政治人物。[146]
- 愛黛兒·鄧拉普（英語：Adele Dunlap），114歲，美國最年長人瑞，全球排名第九名。[147]
- 比恩·格蘭納夫（瑞典語：Björn Granath），70歲，瑞典演員，病逝。[148]
- 托馬斯·盧克斯（英语：Thomas Lux），70歲，美國詩人。[149]
- 郎佩珍，89岁，中国环境化学家，东北师范大学教授。[150]

### 4日
- 龙致贤，82岁，中国中医学家，北京中医药大学原校长。[151]
- 张国昌，88岁，中国新闻业人物，黑龙江日报社原社长。[152]
- 徐英勳（朝鲜语：서영훈），93歲，韓國政治人物，前韩国国会比例代表制議員及大韓紅十字會總裁。[153]
- 傑維斯·德派爾（英语：Gervase de Peyer），90歲，英國單簧管演奏家和指揮。[154]
- 巴諾·庫西婭，88歲，巴基斯坦作家。[155]

### 3日
- 刘湘屏，97岁[來源請求]，中国政治人物，卫生部原部长，开国上将谢富治之妻，晚年被开除党籍。
- 秦华孙，82岁，中华人民共和国外交家，曾任中国常驻联合国代表、大使，外交部党委委员、部长助理。[156]
- 三浦朱門（日语：三浦朱門），91歲，日本作家，曾任文化廳長官。[157]
- 林義郎（日语：林義郎），89歲，日本政治人物，前众议院議員、大藏大臣和厚生大臣。[158]
- 卓婭·布爾加科娃（俄語：Зоя Булгакова），102歲，俄羅斯女演員。[159]
- 馬利薩·萊蒂西亞·魯拉·達席爾瓦（英语：Marisa Letícia Lula da Silva），66歲，巴西工會會員，前巴西第一夫人（英语：First Lady of Brazil），死於中風。[160]
- 陈晴霞，89岁，湖北医学院教授，向近敏教授夫人。[161]

### 2日
- 薛剑华，93岁，中国政治人物，国家民委原副主任。[162]
- 阮泊生，101歲，中国政治人物，山西省人大常委会原主任。[163]
- 何塞·安东尼奥·阿隆索（西班牙語：José Antonio Alonso），56歲，西班牙政治人物，前内政大臣和国防大臣，死於肺癌。[164]
- 岡野俊一郎（日語：岡野 俊一郎），85歲，日本足球總會會長。[165]
- 韓光錫（朝鲜语：한광석），99歲，韓國政治人物，前韩国国会扶餘郡（朝鲜语：부여군의 국회의원）議員。[166]
- 苏洪钧，76歲，中國天文學家，中国科学院国家天文台研究員。[167]
- 阿爾文·巴爾杜斯（英語：Alvin Baldus），56歲，美國政治人物，前聯邦眾議院威斯康星州第三國會選區代表議員及威斯康星州眾議院（英语：Wisconsin State Assembly）議員。[168]

### 1日
- 霍松林，95岁，中国古典文学专家，诗人。[169]
- 赵国藩，92岁，中国结构工程专家，中国工程院院士。[170]
- 艾蒂安·齊塞凱迪（法語：Étienne Tshisekedi），84歲，剛果民主共和國政治人物，前总理。[171]
- E·艾哈邁德（英语：艾哈邁德E. Ahamed），78歲，印度政治人物，前外交部部長，死於心臟病發。[172]
- 戴蒙德·卡林頓（英语：Desmond Carrington），90歲，英國演員及廣播員。[173]